# Karundang
Karundang is een bestuurslaag in het regentschap Serang van de provincie Banten, Indonesië. Karundang telt 7447 inwoners (volkstelling 2010).